# Thoux
Thoux is een gemeente in het Franse departement Gers (regio Occitanie) en telt 182 inwoners (2004). De plaats maakt deel uit van het arrondissement Auch.

## Geografie
De oppervlakte van Thoux bedraagt 6,2 km², de bevolkingsdichtheid is 29,4 inwoners per km².
De onderstaande kaart toont de ligging van Thoux met de belangrijkste infrastructuur en aangrenzende gemeenten.

## Demografie
Onderstaande figuur toont het verloop van het inwonertal (bron: INSEE-tellingen).